# Hegesippos
Hegesippos (grekiska: Ἡγήσιππος), född omkring 110–130, död omkring 175–190 (ofta cirka 110–180), var en grekisk kristen författare till ett verk i fem delar. Av dessa böcker finns endast brottstycken bevarade i form av citat återgivna huvudsakligen av den kristne kyrkofadern Eusebios av Caesarea i början av 300-talet. I stort sett alla uppgifter om hans liv är härledda ur de ledtrådar som finns i det bevarade materialet. Hegesippos kan ha varit en judisk konvertit, men hans etniskt judiska ursprung har inom den moderna forskningen kommit att ifrågasättas. Han antas som regel ändå ha härstammat från Palestina eller Syrien, och ha varit en kristen med djup kännedom om de grekiska skrifterna och de kristna lärosatserna.
Omkring år 160 reste han västerut till Rom, och på vägen stannade han till i ett antal kristna samhällen, däribland i Korinth i Grekland, och insamlade uppgifter till sina så kallade Uppteckningar, eller Minnesanteckningar, där han bemötte såväl judiska som kristna kättare. Med tanke på hur litet som är bevarat av Hegesippos verk, går det inte att säkert avgöra vad det innehöll. Det verkar ha varit apologetiskt och polemiskt, men också historiskt, dogmatiskt och undervisande. Hegesippos synes ha skrivit för att försvara den sanna ortodoxa apostoliska traditionens lära, och för att bekämpa det han såg som den kätterska gnosticismen. Han vände sig kanske främst mot gnostikern Markion.
De av Eusebios bevarade delarna av Hegesippos Uppteckningar är en av de främsta källorna till den ursprungliga kristna kyrkans organisationsuppbyggnad och teologiska strider, samtidigt som de utgör det mest direkta vittnesbördet till den ursprungliga kyrkan i Jerusalem och den palestinska kristendomens öde som ett resultat av den anti-judiska kampanj som genomfördes efter år 70 av de romerska kejsarna Vespasianus och Domitianus. Hegesippos återger tre kristna martyrberättelser: den om ”Herrens broder Jakob”, den om sonsönerna till Frälsarens broder Judas och den om biskop Simeon av Jerusalem, sonen till Klopas. Hans berättelse om Jakobs död utgör den äldsta kristna källan till den händelsen. Hegesippos sägs också ha upprättat en lista över biskoparna i Rom, men denna finns i så fall inte bevarad, och han räknar upp ett antal kätterska sekter.
Inom kristendomen benämns han den helige Hegesippos och hans helgondag firas den 7 april.

## Personliga data

### Det bevarade materialet

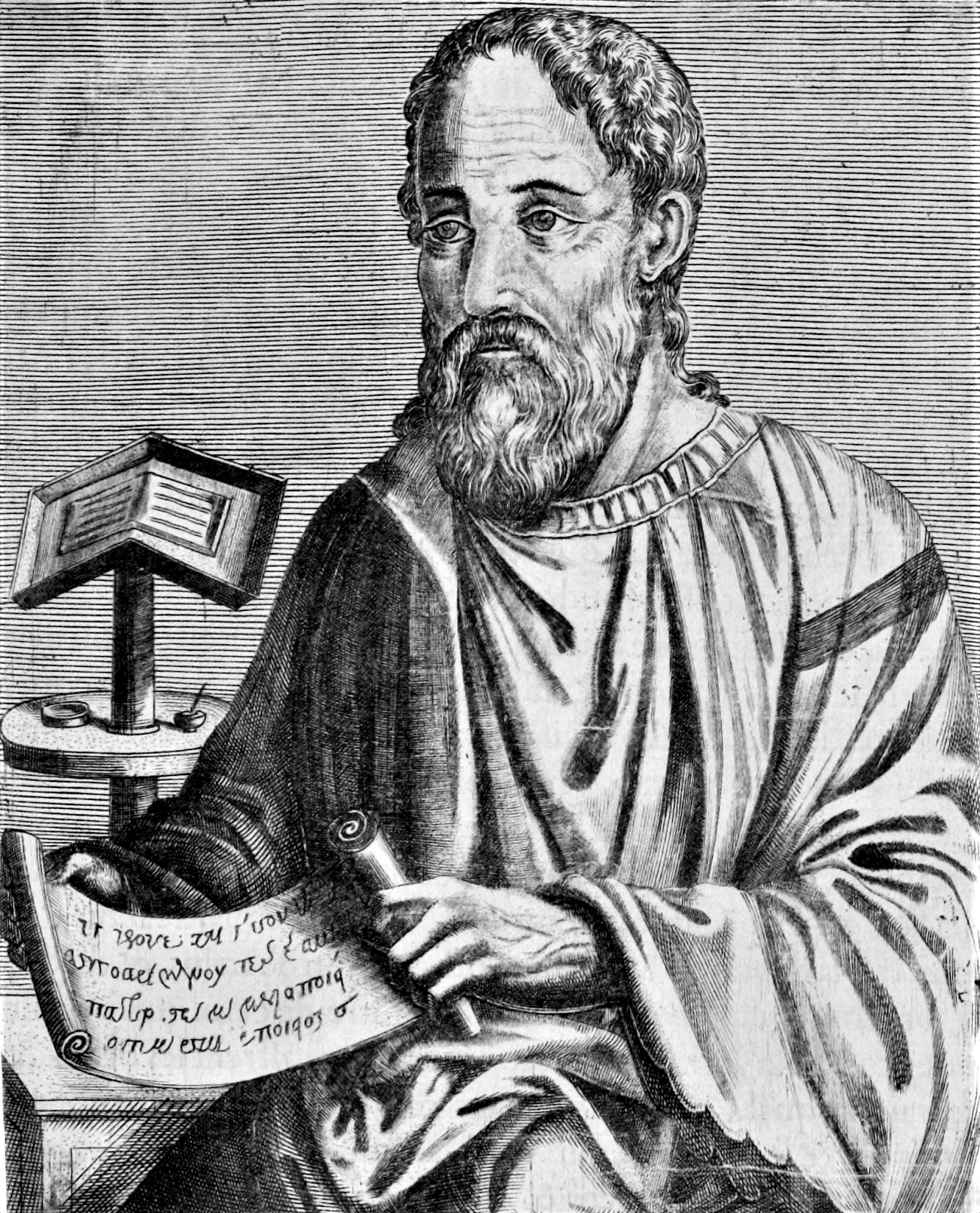
Eusebios av Caesarea, som på det stora hela utgör den enda källan till Hegesippos Uppteckningar.

Mycket litet är känt om Hegesippos och om vad hans skrifter innehöll. Nästan alla uppgifter om honom härstammar från Eusebios av Caesarea, vilken i sin Kyrkohistoria från början av 300-talet återger drygt 1 000 ord ur Hegesippos verk i direkta citat, och därutöver parafraserar och redogör för hans uppfattning. De citerade delarna av Hegesippos verk förekommer i böckerna 2, 3 och 4 av Kyrkohistoria, och Eusebios skriver att Hegesippos ”i fem böcker [har] upptecknat den apostoliska förkunnelsens oförfalskade tradition i ett mycket enkelt språk.” Frånsett utdragen hos Eusebios, en kort teologisk notis från slutet av 800-talet hos Fotios I av Konstantinopel och en uppgift i en antologi om namnen på de två sonsönerna till Judas som Eusebios nämner men inte namnger, har innehållet i Hegesippos fem böcker gått förlorat. Inget annat verk av Hegesippos är heller känt. I likhet med Fotios, benämner Eusebios böckerna Uppteckningar eller Minnesanteckningar (grekiska: Ὑπομνήματα, Hypomnēmata).

### Verkets genre och innehåll
Från Eusebios uppgifter går att dra slutsatsen att han hade tillgång till Hegesippos verk och att var och en av de fem minnesanteckningsskrifterna utgjorde en fristående skrift. Med utgångspunkt från de brottstycken som Eusebios återger, har vissa förlänat Hegesippos titeln ”kyrkohistoriens fader”. En bidragande orsak till denna tämligen spridda uppfattning är också kyrkofader Hieronymus (ca 347–420), som hävdar att Hegesippos ”skrev en historia om alla kyrkliga händelser från vår Herres passion till sin egen tid […] i fem volymer”. Hieronymus visar dock inga tecken på att känna till något om Hegesippos utöver det som han har läst hos Eusebios. Philip Schaff menar att titeln ”kyrkohistoriens fader” är missvisande eftersom Hegesippos verk inte förefaller vara något annat än en samling hågkomster av händelser under den apostoliska och efterföljande tiden, uppgifter som kan vara hämtade från skrivna och muntliga källor eller utgöra egna iakttagelser, dessutom återgivna utan kronologisk ordning eller historiskt sammanhang.
William Telfer menar att om det verkligen vore ett historiskt kronologiskt verk skulle exempelvis skildringen av Jakobs död ha nedtecknats senast i den tredje boken, medan Eusebios uttryckligen säger att Hegesippos skildrat Jakobs död i den sista, den ”femte boken av sina ’Uppteckningar’.” Telfer menar att eftersom Eusebios syfte var att skriva kyrkans historia och då han nästan helt saknade källor om tiden direkt efter apostlarna, måste Hegesippos material om denna tid för honom ha tett sig som himlasänt. Eusebios borde av den anledningen ha använt nästan allt som Hegesippos skrev om kyrkan (i Palestina) vid denna tid, vilket i så fall skulle innebära att de åtta eller nio passager som Eusebios citerar från Hegesippos verk i sin Kyrkohistoria har utgjort nästan all historisk information som fanns i detta verk, och att det därför huvudsakligen måste ha handlat om annat. I den passage ur Hegesippos femte bok som Fotios låter återge, attackerar Hegesippos vad som förefaller vara gnostiska påståenden om eskatologisk kunskap – sådan kunskap som inte återfinns i skrifterna. Utifrån bland annat denna omständighet drar Telfer slutsatsen att Hegesippos verk i första hand var dogmatiskt och polemiskt, riktat mot det Hegesippos såg som kättare eller heretiker, och endast undantagsvis historiskt. Geoffrey Smith anser dock att detta inte är ett helt övertygande argument emot att verket i grunden ändå var historiskt, eftersom nästan alla tidiga kristna historieverk var dogmatiska och polemiska. Gervais menar att alltför litet av Hegesippos verk är bevarat för att man ska kunna slå fast att det inte huvudsakligen var historiskt.
Det är således omöjligt att med säkerhet avgöra verkets innehåll, struktur, syfte eller omfattning eftersom det material som Eusebios tog med i sin Kyrkohistoria utgör i stort sett allt vi känner till från Hegesippos. Tveklöst utelämnade Eusebios sådant som inte passade in i hans berättelse. Exempelvis kan han ha utelämnat berättelser om olösta lärotvister bland ortodoxa kristna, polemik mot hedningar, eller den dagliga kyrkoadministrationen. De bevarade passagerna består av polemik mot kätterska sekter, framställning av de kristna ledarna som garanter för den sanna lärans bevarande och kritik mot avgudadyrkan. De flesta moderna rekonstruktioner av verket kommer därför fram till att det var ett apologetiskt eller polemiskt verk som Hegesippos skrevs till stöd för det han ansåg vara den sanna ortodoxa apostoliska traditionens lära, i syfte att bekämpa gnostiska anspråk på successionen. Det förefaller ha utgjorts av en blandning av historiskt, dogmatiskt och undervisande material.

### Hegesippos härkomst
Eusebios skriver att Hegesippos var av judisk härkomst, att han kom till den kristna tron från hebréerna och därmed var en palestinsk jude innan han blev kristen.
| ”                                              | Han anför åtskilligt ur Hebréerevangeliet och från syriskan och särskilt från det hebreiska språket, varav framgår, att han var en från judarna utgången troende. Även annat nämner han under uppgift att det härrör från den muntliga judiska traditionen. | „ |
| – Eusebios av Caesarea, Kyrkohistoria IV 22:8. | |   |

Hegesippos skulle alltså ha varit en till kristendomen omvänd judisk konvertit. Orsaken till att Hegesippos skulle vara ”en från judarna utgången troende” stod enligt Eusebios att finna i Hegesippos eget verk. Enligt Eusebios innebar det att Hegesippos som jude måste ha behärskat hebreiska och arameiska, och att han måste ha varit bekant med de palestinska judarnas muntliga traditioner. Eusebios menade att båda dessa saker framgår av Hegesippos verk. Det finns dock delade uppfattningar bland forskarna om varifrån Hegesippos kom, vilket hans ursprung var och vilka språk han kunde. Hans etniskt judiska ursprung och tidsmässiga förhållande till apostlarna har inom den moderna forskningen allmänt kommit att ifrågasättas, och de som har en mer konservativ inställning beskriver honom numera ofta bara som palestinsk kristen. Frånsett att Eusebios säger att Hegesippos var av judisk börd, finns inget i det han citerar av denne som visar att så är fallet. Den uppmärksamhet Hegesippos i sina minnesanteckningar ger det judisk-kristna samfundet i Jerusalem och dess biskopars historia, brukar anföras som argument till stöd för att han verkligen hade judisk bakgrund. Men detta skulle lika gärna kunna bero på att han hade tillgång till äldre judisk-kristna dokument. Många forskare menar att Eusebios sannolikt har misstagit sig. Eusebios kunskaper i hebreiska var bristfälliga, och därför var han heller ingen bra bedömare av om Hegesippos kunde hebreiska och arameiska. Telfer menar att Hegesippos heller inte ägde någon kännedom om judiskt liv och judiska sedvänjor, och Eusebios okunnighet om de judiska muntliga traditionerna kan ha gjort att han inte genomskådade detta.
Ett exempel på att Hegesippos knappast var särskilt kunnig i semitiska språk eller om de judiska muntliga traditionerna och sedvänjorna är att han enligt Eusebios skrev att ”fariséerna och de skriftlärda” lät döda Jakob och därigenom ”uppfyllde Skriftens ord, som är skrivet hos Jesaja (3:10): ’Låt oss förgöra den rättfärdige, ty han är oss hinderlig.’” Detta är dock inte hämtat från den hebreiska texten utan från Septuaginta, den grekiska översättningen av den Hebreiska bibeln, alltså Gamla testamentet. Endast där går det att finna en profetia som stöder martyrskapet. Texten är dessutom ändrad i kristen riktning så att ”förgöra” (ἄρωμεν) fått ersätta det ursprungliga ”binda” (δήσωμεν), liksom också Justinus Martyren lät göra. Telfer argumenterar för att endast någon som var ännu mindre i kontakt med judendomen än vad Justinus var, skulle kunna göra sådana ändringar, och han menar att det därför inte heller finns någon anledning att anta att Hegesippos var av judisk härkomst eller ens från Palestina.
Eftersom Hegesippos besökte Korinth i Grekland på sin väg västerut till Rom är den rimliga slutsatsen att hans hemvist låg i öst. Han antas också allmänt ha varit från Syrien eller Palestina. Men det faktum att Eusebios använde honom som källa för den palestinska kristendomen behöver inte bero på att Palestina var Hegesippos geografiska hemvist, utan kan lika gärna bero på att Eusebios inte hade tillgång till så många andra källor om kyrkan i Jerusalem från tiden före 150 vt. Det är emellertid möjligt att Eusebios har härlett uppgifterna om Hegesippos hemland och språkliga kunskaper från material i Hypomnēmata som han inte återger.

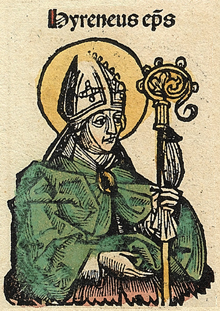
Illustration av biskop Irenaeus i Nürnbergkrönikan från 1493; Irenaeus, som kan ha mött Hegesippos i Rom.

Däremot går det att urskilja något av det som intellektuellt har påverkat Hegesippos. Han använder hellre Septuaginta än Hebreiska bibeln, och hellre idiom från Nya testamentet (framför allt från Lukasevangeliet) än senare kristna talesätt. Detta antyder att Hegesippos var en person med djup förankring i de grekiska skrifterna, samtidigt som han också var en av de tidigaste kristna som anlade grekiska filosofiska resonemang för att beskriva kristna lärosatser och gemenskaper.
Hegesippos utövade ett visst inflytande på kristna tänkare verksamma före Eusebios tid eller vid ungefär samma tid. Troligen byggde Klemens av Alexandria (ca 150–215) på Hegesippos eftersom han, i likhet med honom, skrev att Jakob kastades ned från templets takspets och blev ihjälslagen med en klubba. Origenes (ca 185–254) sammanfattade uppenbarligen innehåll från Hegesippos, och de berättelser om Jakobs martyrskap som förekommer i de Pseudoklementinska Rekognitionerna och i Andra Jakobsapokalypsen från Nag Hammadi förlitar sig troligen på Hegesippos, även om detta inte är säkert. Det är också möjligt att Hegesippos träffade och interagerade med Irenaeus av Lyon. Hegesippos reste till Rom och kände till att Eleutherus hade tillträtt som biskop (utan att säga att han vid den tiden fortfarande var kvar i Rom). Också Irenaeus ska ha besökt Rom när Eleutherus var biskop där. Att en sådan förbindelse har funnits är dock ren spekulation.

### Hegesippos levnadstid
Hegesippos levnadstid och livslängd har härletts ur två uppgifter hos Eusebios: (1) Han hävdar att Hegesippos förlöjligade kejsar Hadrianus dedikation av sina spel till sin slav Antinous (efter år 130), vilket enligt Hegesippos skedde i hans egen tid (ἐφ̓ ἡμῶν) och (2) Hegesippos kände till att Eleutherus var biskop i Rom, något denne blev omkring år 175.
Eusebios hävdade sålunda att Hegesippos själv angav ”tiden, då han var känd” som författare, genom att hänvisa till kejsar Hadrianus instiftande av Antinousfestspelet efter år 130 till Antinous ära, och Hegesippos ska då ha skrivit att detta skedde på hans tid. Telfer menar att Hegesippos i citatet säger att hedningarna ”fram till denna dag” (ὡς μέχρι νῦν) har rest kenotafier och tempel över döda män, som vi exempelvis ser genom Antinous (som drunknade år 130), medan spelen som har uppkallats efter honom är en nutida (ἐφ᾿ ἡμῶν) påminnelse om detta. Hegesippos anspelar på en euhemeristisk naturlig förklaring till de polyteistiska myternas uppkomst. I ett sådant sammanhang skulle exemplet Antinous i jämförelse ha skett ”i denna dag”, och Antinousfestspelet skulle kunna beskrivas som ”tillkommet i vår tid” (ἐφ᾿ ἡμῶν γενόμενος) närhelst under hundratalet. Även om Telfers tolkning är felaktig, visar denna text inget mer än att Hegesippos levde när de Antinoiska spelen tog sin början år 131, och därmed var född före detta år.

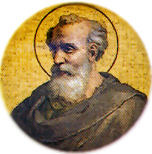
Illustration av biskop Eleutherus inne i San Paolo fuori le Mura.

Det är också svårt att förena Eusebios påstående om att Hegesippos ska ha levt ”under första generationen efter apostlarna”, att han var ett direkt vittne till de judekristnas öde i tiden före Bar Kokhba-revolten år 132, med den andra uppgiften, nämligen att Hegesippos kände till att Eleutherus var biskop i Rom – något han inte kan ha känt till före denne blev detta år 175. Hegesippos skriver nämligen att han besökte Rom, och detta måste ha skett under sent 150-tal eller tidigt 160-tal eftersom Anicetus då var biskop där (ca 157–166).
| ”                                                | Jag sammanträffade med korintierna på min färd till Rom och var tillsammans med dem flera dagar, varunder vi gemensamt fröjdades över den rätta läran. Då jag kom till Rom, uppgjorde jag biskopsföljden ända till Anicetus. Dennes diakon var Eleuterus. Efter Anicetus övertog Soter biskopsämbetet, och efter honom Eleuterus. | „ |
| – Eusebios av Caesarea, Kyrkohistoria IV 22:2–3. | |   |

Eftersom han skriver att Eleutherus tillträtt som biskop i Rom, något denne alltså gjorde cirka år 175 för att sedan utöva sitt ämbete fram till cirka år 189, måste han ha skrivit ned sina reflektioner över besöket tidigast år 175, ha varit verksam till åtminstone det sena 170-talet och kanske 180-talet. Han bör dock inte ha skrivit sina Uppteckningar senare än under Eleutherus tid som biskop, efter år 189, eftersom han inte nämner dennes efterträdare. Om uppgifterna i Chronicon paschale eller Den alexandrinska krönikan (600-talet) ska tillmätas något värde, framgår därav att Hegesippos dog under kejsar Commodus regeringstid (180–192). Hegesippos var därför sannolikt verksam till någon gång i perioden 170-talet fram till 190. Vi vet inte hur gammal han var när han skrev sitt verk, men troligen var det mot slutet av sitt liv och han kan därför ha fötts någon gång i början av hundratalet.
Trots att Hegesippos tydligt visar att han skriver tidigast år 175, menar Eusebios att han såsom levande i den första generationen efter apostlarna skulle utgöra en bättre källa till exempelvis Jakobs död än Klemens av Alexandria (ca 150–215). Uppenbarligen ledde Eusebios bristande kännedom om kronologin honom fel när han skulle tidsplacera Hegesippos.

## HegesipposUppteckningar

### Heretikerlistor
Brottstycken av listor över heretiker och heresier återfinns förutom hos Hegesippos också hos Justinus Martyren och Irenaeus samt i de båda skrifterna Den tredelade traktaten och Sanningens vittnesbörd från Nag Hammadi-biblioteket.
För Hegesippos är historien om kyrkan en berättelse om en lysande framgång och seger över kättarna, vilka försöker rubba ortodoxins ståndaktighet att förbli ”en ren och ofördärvad jungfru” eller, som han uttrycker det, försöker ”fördärva vår frälsares förkunnelses hälsosamma lära”. Hegesippos räknar upp två tydligt urskiljbara grupper med kättare. Med tanke på att han i likhet med mycket annat tar upp saker som skedde bortåt ett århundrade före hans tid, är det troligt att han har haft tillgång till listor som han bara har återgett. De äldre och judiska heretiska sekterna säger han vara ”esséer, galiléer, hemerobaptister, masbotéer, samariter, saddukéer och fariséer.
Detta säger han avser ”de sju sekterna inom folket” vilka han hävdar motsatte sig, förföljde och till och med mördade de tidiga följarna av Jesus. Vidare räknar Hegesippos upp det han menar är ett antal kristna kättare och deras följare, från vilka han säger utgick ”falska Kristus, falska profeter, falska apostlar, vilka upplöste kyrkans enhet genom fördärvliga läror”. Det är Tebutis, som inte valdes till biskop, Simon och simonianerna, Kleobios och kleobianerna, Dositeos och dositeanerna, Gorteos och goratenerna och masbotéerna. Från dessa utgick i sin tur menandrianerna, markioniterna, karpokratianerna, valentinianerna, basilidianerna och saturnilianerna.

### Biskopslistor

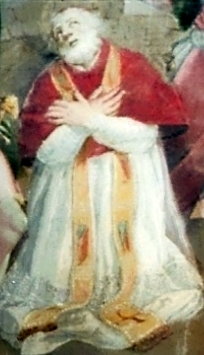
Biskop Anicetus (ca 157–166). Freskomålning av Antonio Circignani i kapellet Sant'Aniceto i Palazzo Altemps, Rom, föreställande Anicetus martyrskap.

På 180-talet är Irenaeus av Lyon (ca 130–202) den förste att återge en lista med tolv namn på biskopar i Rom från apostlarna fram till och med Eleutherus. Hegesippos skall också ha upprättat en lista och detta cirka år 160, men denna finns i så fall inte bevarad. I det ovan angivna citatet skriver Hegesippos att när han kom till Rom, gjorde han upp ”biskopsföljden ända till Anicetus” och efter denne tillträdde Soter ”och efter honom Eleuterus.” Han nämner alltså endast Anicetus (ca 157–166), Soter (ca 166–175) och Eleutherus (ca 175–189), alla tre från 100-talets andra hälft.
Peter Lampe menar att det faktum att Hegesippos åberopar endast kontinuiteten mellan apostlarna och de tre biskoparna i Rom som han nämner, och underlåter att återge namnen på de tidigare biskoparna, tyder på att det i mitten av 100-talet ännu inte fanns en uppfattning om en obruten kedja av individer som fört traditionen vidare. Uppfattningen var i stället att detta gjorts av många presbyterer. När Irenaeus senare utformade sin lista var det viktigt att denna bestod av exakt tolv biskopar. Lampe menar därför att Irenaeus lista högst sannolikt är en historisk konstruktion från 180-talet, vid en tid då det monarkiska episkopatet med en hierarkisk kyrkoorganisation med en enda ledare hade utvecklats i Rom. De tolv från Linus till Eleutherus tyder på en fiktivt konstruerad lista, där namnen visserligen hämtades från traditionens uppgifter, men där många av de tolv inte skulle känna igen sig själva i beskrivningen som en monarkisk ledare.
En del forskare tror dock att Hegesippos verkligen sammanställde en fullständig lista och några få tror sig ha funnit denna lista bevarad genom att den har inlemmats av andra i deras verk, som Joseph Lightfoot, som menade att Epifanios av Salamis lista bygger på Hegesippos’.

### Martyrer och Jesu familjemedlemmar

#### Martyrskildringarna
Standarddefinitionen av en (kristen) martyr är en person som (1) inför en rättslig myndighet bekänner sig till en förbjuden religiös trosuppfattning och (2) dödas på order av den rättsliga myndigheten som en direkt följd av denna bekännelse. I antiken definierades dock en martyr som en person som inför en myndighet avlade en bekännelse, men inte dog till följd av denna bekännelse. Denna definition var fortfarande rådande inom åtminstone vissa kristna samfund i slutet av hundratalet, eftersom Hegesippos kallar de sonsöner till Judas som ställs till svars inför kejsar Domitianus för sin tros skull, men släpps fria, martyrer (grekiska: μάρτυς, martys), vittnen eller bekännare. Termen martys betydde inte entydigt ”martyr” förrän tidigast på 200-talet.
Hegesippos martyrberättelser har normalt inte ingått i den samling eller kanon av martyrskildringar som forskare sammanställt. DeVore, som menar att de borde göra det, föreslår att orsaken till detta är att Hegesippos martyrberättelser dels anses ha låg trovärdighet då han skrev sent i tiden och inte påstås återge ögonvittnesskildringar, dels inte utgjorde fristående berättelser som endast handlade om martyrskap och dels inte enbart tog upp romerska förföljelser, utan i fallet Jakob också judiska förföljare av kristna.
Hegesippos skildrar tre martyrberättelser: den om ”Herrens broder Jakob”, den om sonsönerna till Frälsarens broder Judas, vilka anklagas inför kejsar Domitianus och den om Simeon, son till Klopas, en släkting till Jesus och biskop av Jerusalem. Hegesippos beskrivning av Jakobs martyrskap uppvisar tydliga pytagoreiska drag och utgör en annan typ av filosofiskt martyrskap än de stoiska eller sokratiska i de kanoniska martyrberättelserna.

#### Jakobs död

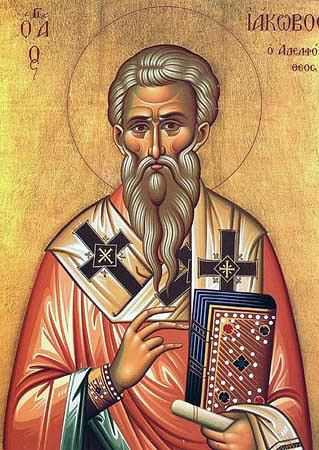
Ikonbild föreställande Jakob den rättfärdige. Enligt Hegesippos led han martyrdöden genom att störtas ned från templet, stenas och slutligen dödas genom ett slag i huvudet med en klubba.

I inledningen av bok 2 av Kyrkohistoria berättar Eusebios om Jakobs död, den Jakob ”som kallades Herrens broder” ”med binamnet ’den rättfärdige’”, och han säger då att Jakob, enligt bok 6 av Klemens av Alexandrias Utkast, ”störtades ned från templets tinnar och av en valkare ihjälslogs med en klubba”. Senare i samma bok återkopplar Eusebios till dessa rader av Klemens och skriver att även Hegesippos berättar om Jakobs död, varvid han citerar ett längre stycke som han uppger förekommer i femte boken av Uppteckningar. Enligt Hegesippos var Jakob den rättfärdige ”från sitt moderliv helig” och endast han tilläts att gå in i det heliga, där han så ofta ”föll på knä i vördnad för Gud och bad om förlåtelse för folket” att hans knän blev hårda som kamelens. Många kom genom Jakob att tro att Jesus var Kristus, medan några ”av de sju sekterna inom folket” inte trodde det. De ”skriftlärda och fariséerna” märkte den oro som uppstod ”bland judarna” under påskhögtiden och förmådde Jakob att ställa sig ”på takspetsen av templet” för att predika till folket i förhoppning om att han skulle övertyga folket om att inte fara vilse ”beträffande Jesus”. Men Jakob vittnade att Människosonen ”sitter i himmelen på den Allsmäktiges högra sida, och han skall komma på himmelens skyar”. Då störtade de skriftlärda och fariséerna ned Jakob från templet, men han dog inte av fallet. Då lät de stena honom, men inte heller nu dog han. Då slog en valkare en klubba i hans huvud, varvid han slutligen dog. Han begravdes ”på den platsen bredvid templet”. Och genast lät Vespasianus belägra staden.
Vespasianus styrkor invaderade Iudaea år 67 och den egentliga belägringen av Jerusalem inleddes år 70, men det var inte Vespasianus utan hans son Titus som förde befälet vid den tiden. Ska man tro att Hegesippos med genast (grekiska: εὐθὺς, euthys), verkligen avser att belägringen av staden inleddes genast efter Jakobs död, skulle Jakob således ha dött år 70. Historikern Flavius Josefus berättar också om avrättningen av en viss Jakob, brodern till Jesus som kallades Kristus, i en skildring som allmänt antas avse samme Jakob som den Hegesippos skriver om. Beskrivningarna avviker dock kraftigt från varandra. Enligt kronologin i Josefus verk skedde detta år 62, och i motsats till Hegesippos skildring dömdes Jakob till döden i en rättegång där också andra avrättades och där en överstepräst var inblandad. I Josefus skildring dog Jakob till följd av stening medan han i Hegesippos skildring avled till följd av ett slag i huvudet. Hos Hegesippos låg fariséerna bakom mordet på Jakob medan det hos Josefus rimligen var fariséer som upprördes över Jakobs död.

#### Simeon, Klopas och Judas
Enligt Hegesippos fanns en viss ”Simeon, Klopas’ son” och ”avkomling av David”, som under Trajanus tid som kejsare (98–117) led ”martyrdöden i en ålder av” 120 år, enligt Första Mosebok 6:3 människans maximala livslängd efter syndafloden och därmed den ålder som den mest rättfärdiga människa kunde tänkas uppnå. Eusebios kopplar samman denne Klopas med den Klopas som i evangelierna (Joh. 19:25; se även Luk 24:18) sägs vara gift med Maria och menar att han till följd av detta och sin höga ålder måste ha ”sett och hört Herren”. Hegesippos hävdar att Simeon, som var Jakobs ”farbror Klopas’ son”, utsågs till ”den andre biskopen i ordningen, emedan han var Herrens kusin”. Enligt Eusebios berättar han att ”Klopas var en broder till Josef”, och Eusebios, eller möjligen Hegesippos (omstritt om detta härrör från honom), skriver att denne Simeon blev biskop i Jerusalem efter att Jakob lidit martyrdöden och att han som son till Klopas var en ”kusin till Frälsaren”.
Eusebios skriver också att kejsar Domitianus (81–96) ”befallt att döda avkomlingarna av David” och att ”några sekterister angivit, att ättlingar av Judas” var ”avkomlingar av David”. Han säger då att Hegesippos har skrivit att Judas just var Herrens ”broder efter köttet” och att sonsönerna till denne Judas ännu levde och angavs ”såsom ättlingar av David” och att de fördes till kejsar Domitianus. Domitianus ska ha i likhet med Herodes den store (Matt 2:1–23) ha fruktat ”Kristi ankomst”. ”Då de tillfrågades angående Kristus och hans konungarike” sa de att det var ett himmelskt och inte jordiskt rike, och med detta lät Domitianus sig nöja och därefter upphöra med ”förföljelsen mot kyrkan.” De frisläppta sonsönerna ska sedan ha blivit ledare för kyrkan i egenskap av ”trosvittnen och släktingar till Herren” och de ska ha levt ”ända till Trajanus’ tid” (98–117).

## Pseudo-Hegesippos
Pseudo-Hegesippos, ”den falske Hegesippos”, är namnet på ett latinskt verk om fem böcker som primärt handlar om Jerusalems ödeläggelse. Det är skrivet av en kristen i slutet av 300-talet, och har inget med Hegesippos verk att göra utöver namnet. De flesta forskare anser att det inte kan ha skrivits senare än år 378 och det brukar dateras till omkring år 370. Författaren är okänd, och som möjliga upphovsmän har föreslagits bland andra Hieronymus (ca 347–420), Ambrosius av Milano (ca 340–397) och Rufinus av Aquileia (345–410). Verket benämns i medeltida handskrifter De excidio urbis Hierosolymitanae, på svenska Om staden Jerusalems ödeläggelse, eller bara De excidio Hierosolymitano.
Namnet Pseudo-Hegesippos kommer från att någon felaktigt har antagit att Hegesippos var författaren. Senast under det tidiga 800-talet kommer namnet Hegesippos att kopplas samman med verket. Orsaken var sannolikt att verket namngavs efter Josefus och att namnen Josefus och Hegesippos liknade varandra, att båda verken bestod av fem böcker och berättade om Jakobs död och Jerusalems belägring med en kristen infallsvinkel.
Historieverket är skrivet på latin och är en mycket fri tolkning och parafrasering av framför allt Josefus historieverk Om det judiska kriget från omkring år 78, men också hans andra historieverk Judiska fornminnen från 93–94 och andra källor. Verket är dock inte att betrakta bara som en översättning av Josefus grekiska verk till latin, utan är mer som ett självständigt historieverk. Bokens syfte är att påvisa att Gud har vänt sig till de kristna och övergivit judarna. Fokus ligger på förstörelsen av templet i Jerusalem och att denna är en gudomlig bestraffning av judarna för deras synder.